# Szadek

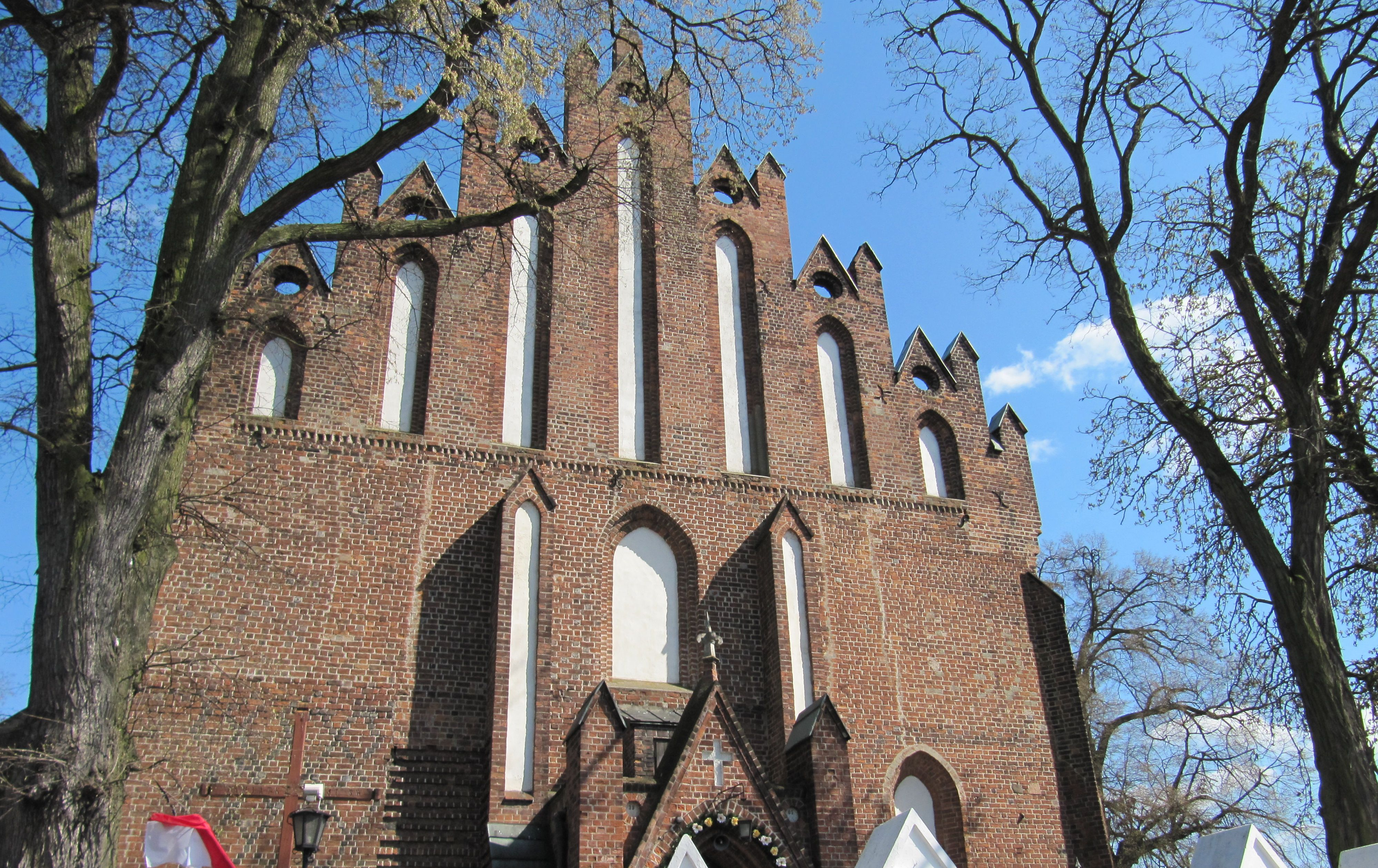
Die Kirche in Szadek

Szadek ['ʃadɛk] (deutsch von 1943 bis 1945 und im Mittelalter Schadeck) ist eine Stadt in der Woiwodschaft Łódź in Polen. Sie ist Sitz der gleichnamigen Stadt-und-Land-Gemeinde mit 7287 Einwohnern (Stand 31. Dezember 2020).

## Geografie
Die Stadt liegt etwa 33 km südwestlich von Łódź am Flüsschen Pichna, einem Zufluss der Warthe.

## Geschichte
Bereits im 11. Jahrhundert gab es eine Siedlung an der Stelle des heutigen Szadek. Die erste urkundliche Erwähnung des Orts Schadek stammt aus dem Jahre 1295, als Władysław I. Ellenlang dem Ritter Wilczek zwei Łan Land gab. Der Ort hatte zu diesem Zeitpunkt bereits das Stadtrecht, der genaue Zeitpunkt der Vergabe ist nicht bekannt. 
1331 zerstörte der Deutsche Orden Teile der Stadt, darunter die hölzerne Pfarrkirche. 1331 begann die Errichtung einer neuen gemauerten Kirche, die 1335 fertiggestellt wurde. 
1401 bestätigte Władysław II. Jagiełło das Stadtrecht und erneuerte es nach Magdeburger Recht. 
Während des Dreizehnjährigen Krieges stellte der Ort 1459 25 bewaffnete Soldaten, was auf die große Bedeutung des Ortes hinweist. 
1569 vernichtete ein großer Brand etwa zwei Drittel des Ortes, ein weiterer folgte 1574. Im Verlauf des Großen Nordischen Kriegs wurde Szadek 1704 geplündert und 1713 folgten Zerstörungen durch die Schweden. In der zweiten Hälfte des 18. Jahrhunderts begann der langsame Wiederaufbau des Ortes. 
Bei der Zweiten Teilung Polens wurde der Ort 1793 Teil Preußens. Mit der Bildung des Herzogtums Warschau auf Grund des Frieden von Tilsit von 1807 wurde der Ort Teil desselben. 1815 wurde Szadek dann Teil Kongresspolens. Nach dem Januaraufstand 1863/1864 kam es 1870 zu einer Verwaltungsreform durch Zar Alexander II., wobei der Ort wie viele andere Städte Polens sein Stadtrecht verlor.
Während des Ersten Weltkriegs kam es im November 1914 in der Nähe des Ortes zu heftigen Gefechten zwischen Deutschen und Russen. 
1919 erhielt der Ort das Stadtrecht wiederverliehen, und am 4. Mai 1919 fand die erste Wahl des Stadtrats statt. In den 1930er Jahren erfolgte der Anschluss an das Schienennetz. 
Am 6. September 1939 besetzte die deutsche Wehrmacht den Ort. 1940 wurde ein Ghetto für Juden an der Straße Wilanowskiej errichtet. Die Deportierung der Juden erfolgte 1942 ins Vernichtungslager Kulmhof. Am 21. Januar 1945 marschierte die Rote Armee in die Stadt. 

### Einwohnerentwicklung
1890 lebten in den 280 Häusern des Ortes 2682 Einwohner. Zu Beginn des Zweiten Weltkriegs hatte der Ort 3150 Einwohner, am Ende des Krieges waren es 2191.

## Gemeinde
Zur Stadt-und-Land-Gemeinde (gmina miejsko-wiejska) Szadek gehören die Stadt selbst und 27 Dörfer mit Schulzenämtern.

## Verkehr
Der Dienstbahnhof Szadek liegt an der Bahnstrecke Chorzów–Tczew.

## Persönlichkeiten
- Tomasz Szadek (* um 1550, † nach 1610), Komponist und Sänger.